# グリーンベリー (オレゴン州)

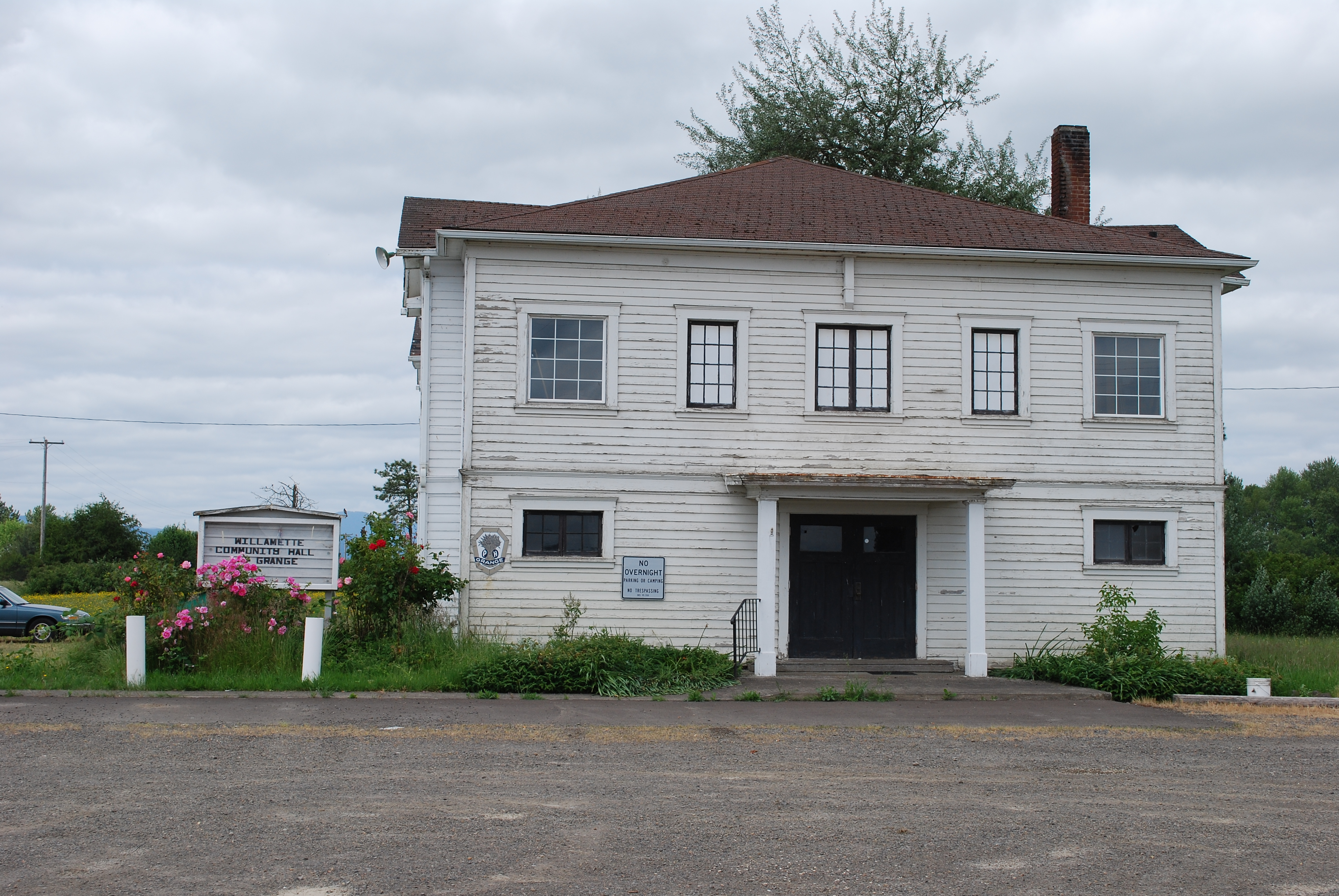
グリーンベリー・ロードにあるウィラメット農民共済組合

グリーンベリー（英: Greenberry）は、アメリカ合衆国オレゴン州ベントン郡に属する非法人共同体。オレゴン州道99号西線沿い、コーバリスの南に位置する。
座標: 北緯44度27分17秒 西経123度16分32秒 / 北緯44.4548444度 西経123.2756541度